# Ferdinando Galli Bibbiena

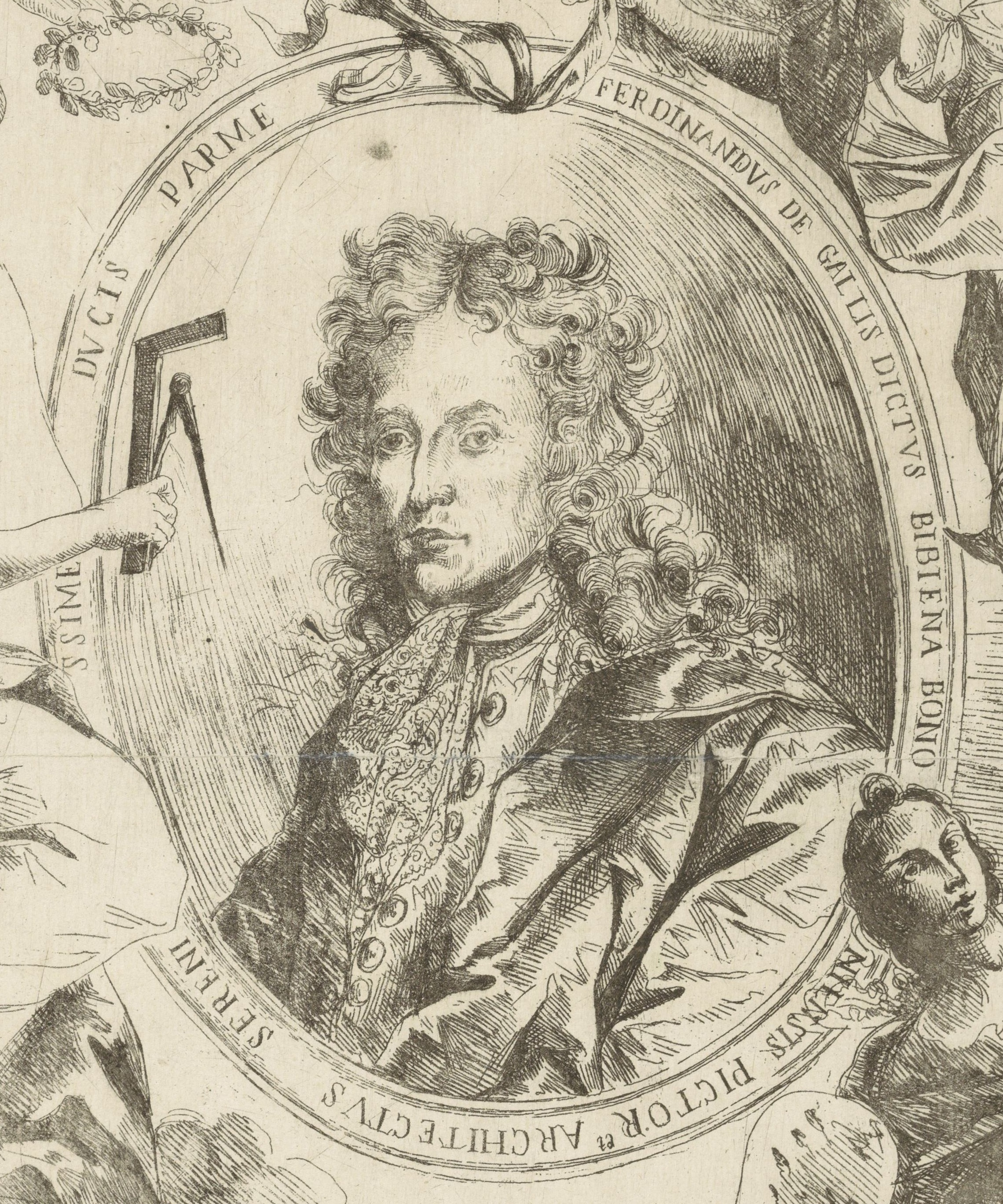
Ferdinando Galli Bibbiena

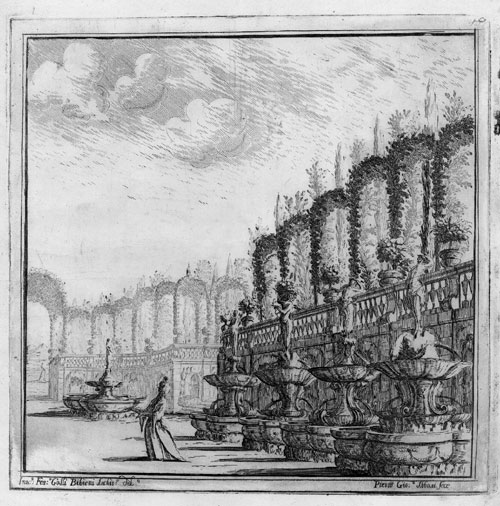
Escenografía de Bibbiena.

Ferdinando Maria Galli da Bibbiena (1657 - 1743) fue un arquitecto, escenógrafo y tratadista barroco italiano, miembro de una amplia familia de artistas radicados en Bolonia, cuyo apellido era Galli, pero usaban el sobrenombre "Bibbiena" por la ciudad natal del fundador de la dinastía, Giovanni Maria Galli.

## Biografía
Estudió en Bolonia, su ciudad natal, con Giacomo Torelli. Uno de sus hijos sería Antonio Galli da Bibbiena. Activo como decorador desde 1676, con su hermano Francesco trabajó en Mirandola, Módena y Novellara, realizando una serie de ciclos de frescos actualmente destruidos. Entre 1678 y 1684, realizó la decoración del salón de baile del Palazzo Fantuzzi de Bolonia. De 1685 a 1708 trabajó para Ranuccio II y Francisco Farnesio en Parma, desde 1687 como pintor y, desde 1697, como arquitecto. Entre 1685-1687 pintó los frescos del Oratorio de la Virgen del Serrallo de San Secondo y, entre 1687-1690, la decoración del Oratorio de la Muerte en Piacenza. Entre 1687 y 1700 construyó el altar Buratti de Santa Maria degli Alemanni en Bolonia y el teatro de la fortaleza de Soragna. En 1688 tomó parte en los trabajos de embellecimiento y reorganización del Teatro Ducal de Parma, y en 1690 reconstruyó la Escuela de Nobles en Parma y diseñó la fachada del Palazzo Farnese Rangoni. Entre 1693-1697 trabajó en el Palazzo Costa de Piacenza. De 1699 a 1708 dirigió la labor de modernización del palacio y el jardín de Colorno, llevada a cabo por Giuliano Mozani.
En 1708 se trasladó a Barcelona para supervisar los eventos de la boda de Carlos VI de Austria, entonces pretendiente al trono español, regresando a Parma en 1711. De 1712 a 1717 estuvo en Viena, junto a su hermano Francesco y su hijo Giuseppe, realizando para la corte imperial memorables escenografías como la de la fiesta teatral de Johann Joseph Fux, Angelica vincitrice di Alcina, en septiembre de 1716. 
En 1717, debido a una enfermedad ocular, volvió a Bolonia, donde completó los proyectos para el observatorio del Instituto de Ciencias, la escalera principal del Palazzo Malvezzi, la sala de fiestas del Palazzo Ranuzzi, etc. En 1726 proporcionó los diseños para el campanario de Santa Cristina della Fondazza. Desde 1719 realizó, junto con su hijo Antonio, la restauración del teatro de la Fortuna de Fano, y entre 1719-1722 la restauración de la iglesia de San Giovanni Evangelista en Rímini. En 1727 diseñó el altar de la iglesia del Rosario en Cento. De 1734 son las cubiertas de la iglesia parroquial de Villa Pasquali y la capilla de Santa Maria Assunta en Sabbioneta. En 1739 construyó la Villa Paveri Fontana en Collecchio. Es autor de varios tratados sobre arquitectura y perspectiva, como L'architettura civile preparata su la geometria e ridotta alle prospettive, de 1711.